# Soglio (Grisones)
Soglio (en alemán Sils im Bergell, en romanche Suogl) es una antigua comuna y localidad suiza del cantón de los Grisones, situada en el distrito de Maloja, círculo y comuna de Bregaglia. Limitaba al norte con la comuna de Avers, al noreste con Bivio, al este con Stampa y Vicosoprano, al sur con Stampa, Bondo y Castasegna, y al oeste con Villa di Chiavenna y Piuro (ambos municipios de la provincia italiana de Sondrio).